# Україна і Світ
«Україна і Світ» — неперіодичні зошити-збірники з питань культури, літератури, мистецтва і громадського життя, виходили 1946—69 в Ганновері (всіх 28) з наголосом на взаєминах української культури з культурами інших народів. Видавець і редактор І. Сапіга при співпраці В. Державина, І. Костецького, Е. Котмаєр, В. Ореста, В. Барки та ін. Серед інших збірники містили матеріали з археології Причорномор'я, історії Грузії, оригінальні літературні твори українських тогочасніх авторів і переклади європейської класики.